# Bruno Mascolo
Bruno Mascolo (Castellammare di Stabia, 4 marzo 1996) è un cestista italiano.

## Carriera

### Giovanili
Muove i primi passi nella Basket Team Stabia e a quindici anni esordisce in Serie C con la canotta della Nuova Polisportiva Stabia.

### Serie A2
Nel 2013-14 l'allenatore della PMS Torino, Stefano Pillastrini lo fa esordire in Serie A2. Anche nella stagione successiva trova spazio con la prima squadra arrivando a totalizzare cinque presenze nelle due stagioni e contribuendo alla vittoria del campionato nel 2015

### Serie A
Nell'agosto 2015 trova l'accordo con la Auxilium con la quale firma un contratto triennale. Debutta in Serie A il 1º novembre 2015 negli ultimi secondi della partita casalinga contro Cantù. Il 29 aprile viene comunicato il passaggio ad Agrigento con la formula del doppio tesseramento fino alla fine della stagione.
Il 10 novembre 2021 viene convocato nella long list di coach Meo Sacchetti nell'Italbasket in vista delle qualificazioni al Mondiale 2023, diventando il primo napoletano convocato in Nazionale dopo 37 anni, anche se poi è rimasto in panchina per tutta la partita senza riuscire a debuttare.

## Statistiche

### Nazionale
| Cronologia completa delle presenze e dei punti in Nazionale - Italia | Cronologia completa delle presenze e dei punti in Nazionale - Italia | Cronologia completa delle presenze e dei punti in Nazionale - Italia | Cronologia completa delle presenze e dei punti in Nazionale - Italia | Cronologia completa delle presenze e dei punti in Nazionale - Italia | Cronologia completa delle presenze e dei punti in Nazionale - Italia | Cronologia completa delle presenze e dei punti in Nazionale - Italia | Cronologia completa delle presenze e dei punti in Nazionale - Italia |
| Data                                                                 | Città                                                                | In casa                                                              | Risultato                                                            | Ospiti                                                               | Competizione                                                         | Punti                                                                | Note                                                                 |
| -------------------------------------------------------------------- | -------------------------------------------------------------------- | -------------------------------------------------------------------- | -------------------------------------------------------------------- | -------------------------------------------------------------------- | -------------------------------------------------------------------- | -------------------------------------------------------------------- | -------------------------------------------------------------------- |
| 29/11/2021                                                           | Milano                                                               | Italia                                                               | 75 - 73                                                              | Paesi Bassi                                                          | Qual. Mondiali 2023                                                  | 0                                                                    | [ 7 ]                                                                |
| Totale                                                               |                                                                      | Presenze                                                             | 1                                                                    |                                                                      | Punti                                                                | 0                                                                    |                                                                      |

## Palmarès

### Squadra
- Campionato italiano dilettanti: 2

PMS Torino: 2012-13, 2014-15
Supercoppa LNP: 1
Derthona Basket: 2019
- Supercoppa italiana: 1

Virtus Bologna: 2023

### Individuali
- MVP Finali A2

Derthona Basket: 2021